# 劉業經
劉業經（1917年3月1日－1991年9月14日），字易之，台灣森林學研究者，在台中教了40年的樹木學（樹木分類學），培育了許許多多學生，著有《台灣木本植物誌》、《台灣樹木誌》等書。

## 學歷
原籍廣西，廣西大學森林系畢業，師承汪振儒教授。

## 經歷
1952年2月起擔任國立中興大學（當時叫做台灣省立農學院）森林學系正教授，曾兼實驗林管理處主任和教務長等行政職。

## 主要著作
- 《台灣木本植物誌》（1972年）
- 《台灣樹木誌》（1988年）

蕨類和裸子植物採用德國恩格勒分類系統，被子植物採英國赫欽森分類系統。
與台大的劉棠瑞教授鼎足而立（留學日本的劉棠瑞教授從蕨類到裸子植物到被子植物都採德國恩格勒分類系統，與劉棠瑞教授同系統的還有留德的林渭訪教授）。

## 家庭
育有3子：劉南一、劉南二、劉殿南。

## 學生
從臺灣省立農學院時期到臺灣省立中興大學時期到1990年代初的國立中興大學，都是他擔任森林學系的樹木分類學課程，培養了許許多多學生。
專業是樹木分類學的學生有呂福原、歐辰雄、廖秋成、呂金誠、陳慶芳等。

## 刘业经教授奖励基金
身后的1996年，生前學生祁豫生在中國捐資成立刘业经教授奖励基金會紀念先師，每年評出基金獎，每位獲得者獎金1萬人民幣。